# Beatriz Fonseca
Beatriz Pina Fonseca (* 15. September 1998 in Guarda) ist eine portugiesische Fußballspielerin und seit 2024 auch A-Nationalspielerin.

## Karriere

### Vereine
Fonseca begann im Alter von neun Jahren in der Altersklasse U11 für den in ihrem Geburtsort ansässigen Sportverein Guarda Desportiva mit dem Fußballspielen. Anschließend spielte sie in der Saison 2010/11 in der U13-Mannschaft für Guarda 2000 und in den folgenden beiden Jahren für Guarda Unida in der C-Jugend.
Im Alter von 15 Jahren spielte sie bereits das erste Mal für den Fundação Laura Santos im Seniorinnenbereich, dazu in der Segunda Divisão, der zweithöchsten Spielklasse im portugiesischen Frauenfußball. In ihrer Premierensaison erzielte sie 15 Tore in nur zehn Punktspielen und in ihrer dritten Saison sieben Tore in 22 Punktspielen in der Primeira Divisão, der Spielklasse der ihr Verein ein Jahr zuvor angehörte.
Der Frauenfußballmannschaft des GD Estoril Praia sollte sie am längsten angehören. In fünf Saisons bestritt sie 99 Punktspiele in der Primeira Divisão, in denen sie 35 Tore erzielte.
Die Möglichkeit, das erste Mal im Ausland zu spielen, reizte und nutzte sie gleichermaßen und wechselte nach Zypern. Für die Frauenfußballmannschaft von Apollon Limassol spielte sie in der höchsten Spielklasse, der First Division. Mit der Mannschaft schloss sie die Saison 2021/22 als Double-Sieger ab.
Nach Portugal zurückgekehrt, spielte sie von 2022 bis 2024 für den Erstligisten Sporting Braga. Seit der Saison 2024/25 ist sie Vertragsspielerin von Sporting Lissabon.

### Nationalmannschaft
Als Nationalspielerin für den FPF kam sie zunächst in der U19-Nationalmannschaft zum Einsatz. Ihr erstes von zwei Länderspielen bestritt sie am 4. Oktober 2016 in Mafra beim 1:1-Unentschieden gegen die U19-Nationalmannschaft der Slowakei in der ersten Qualifikationsrunde für die angestrebte Teilnahme an der altersbezogenen Europameisterschaft 2017 in Nordirland. Ein weiteres EM-Qualifikationsspiel bestritt sie am 20. Oktober 2016 in Bijeljina beim 2:0-Sieg über die U19-Nationalmannschaft Georgiens.
Erst fünf Jahre später bestritt sie erneut ein Länderspiel; für die B-Nationalmannschaft wirkte sie in Rotterdam bei der 0:4-Niederlage im Freundschaftsspiel gegen die B-Nationalmannschaft der Niederlande am 25. November 2021 mit. Vier Tage später trennte sie sich mit ihrer Mannschaft in Cruz Quebrada – Dafundo torlos von der B-Nationalmannschaft Italiens.
Für die U23-Nationalmannschaft bestritt sie am 6. und 10. Oktober 2022 sowie am 6. April 2023 drei Länderspiele (0:0 vs. Niederlande, 1:1 vs. Spanien, 2:3 vs. England).
Ihr A-Länderspieldebüt erfolgte am 21. Februar 2024 in Estoril beim 3:1-Sieg über die Nationalmannschaft Tschechiens mit Einwechslung in der 90. Minute für Ana Capeta. Eine klare Niederlage erlebte sie hingegen am 8. April 2025 in Vigo bei der 1:7-Niederlage gegen die Nationalmannschaft Spaniens im vierten Spiel der Gruppe A3 im Wettbewerb der Nations-League – immerhin gelang ihr mit dem Treffer zum Endstand in der 71. Minute ihr erstes A-Länderspieltor. Im fünften und sechsten Spiel (0:6 vs. England, 0:3 vs. Belgien) wurde sie ebenfalls berücksichtigt. Am 23. Juni 2025 trennte sie sich mit ihrer Mannschaft torlos im Freundschaftsspiel von der Nationalmannschaft Nigerias. Dem Kader für die Europameisterschaft 2025 zugehörig, kam sie einzig am 3. Juli bei der 0:5-Niederlage gegen die Nationalmannschaft Spaniens im ersten Spiel der Gruppe B in Bern in den ersten 45 Minuten zum Einsatz.

## Erfolge
Sporting Braga
- Portugiesischer Ligapokal-Sieger 2022

Apollon Ladies FC
- Zyprischer Meister 2022
- Zyprischer Pokal-Sieger 2022